# Лука Кранах Старији
Лука Кранах Старији (*Кронах, око 1472 — † Вајмар, 16. октобар 1553) је био немачки сликар и графичар и отац сликара Лука Кранаха Млађег.

## Биографија
Колико је познато прво образовање добио је од свог оца. Од 1501. до 1504. био је у Бечу. Од 1505. радио је као дворски сликар код изборног кнеза Саксоније Фридриха III и руководио великом радионицом у Витенбергу. Осим тога бавио се трговином винима и некретнинама, имао је крчму и апотеку. Године 1523. у Витенбергу где је као најбогатији грађанин привремено био и градски већник, ризничар, градоначелник, водио је штампарску и књижарску делатност. Као лични пријатељ Мартина Лутера промовисао је протестантске идеје својим дрворезима. Као пратилац саксонског изборног кнеза Јохана Фридриха био је са њим од 1550. до 1552. у заточеништву а потом га је пратио у Вајмар.
Лука Кранах Старији је поред Албрехта Дирера и Албрехта Алтдорфера главни мајстор немачке уметности реформације. Захваљујући свом снажном изразу у обликовању пејзажа постао је саоснивач дунавске школе. После путовања у Низоземску 1508. године у његовим радовима могу се препознати маниристички елементи као и прихватање женског акта. Међу његовим сликама (око 1000 дела) налазе се између осталог, олтарске слике и чувени портрети реформатора. Израдио је и дрворезе за Лутерову Библију (од 1521. године) и цртеже за молитвеник цара Максимилијана I.

## Галерија слика Луке Кранаха Старијег
(У заградама је место где је слика и датум настанка ако је познат)
- Распеће (Беч, око 1500)
- Портрет младог мушкарца (Витенберг око 1500)
- Мадона у бегу за Египат (1504)
- Јоханес Куспинијан (1503)
- Ана Куспинијан (1503?)
- Распеће (1503)
- Венера и Купидон (Ермитаж, 1509)
- Умирући Х Шмитбург (Лајпциг, 1518)
- Портрет саске принцезе
- Принц Јоахим II (Гриневалд, 1520)
- Кардинал Албрехт Бранденбуршки пред крстом (Минхен, 1520)
- Електа Јохан Фридрих I
- Мадона са грожђем (Минхен, 1525)
- Принцеза Сибила из Клева (Вајмар, 1526)
- Мартин Лутер (Ајзенах, 1526)
- Мати Мартина Лутера (Ајзенах, 1527)
- Велике даме (Беч, 1527)
- Отац Мартина Лутера (Ајзенах, 1530)
- Златни век (Осло, 1530)
- Јудита са главом Холоферна (Гриневалд, 1530)
- Мартин Лутер (1526)
- Катарина фон Бора, Лутерова жена (Хамбург, 1527)
- Одмарајућа се водена нимфа (1530)
- Електа Јохан Саски (Вајмар, 1532)
- Лов на јелена (Кливленд, 1540)
- Филип Мелантон (Хамбург, 1543)
- Мартин Лутер (Хамбург, 1543)
- Слика Девице Марије (Инзбрук, 1552?)
- Антикрист (дрворез, 1521)
- Верволф (дрворез, 1512]